# Мілфорд (Каліфорнія)
Мілфорд (англ. Milford) — переписна місцевість (CDP) в США, в окрузі Лассен штату Каліфорнія. Населення — 147 осіб (2020).

## Географія
Мілфорд розташований за координатами 40°8′58″ пн. ш. 120°22′13″ зх. д. / 40.14944° пн. ш. 120.37028° зх. д. (40.149392, -120.370229).  За даними Бюро перепису населення США в 2010 році переписна місцевість мала площу 13,72 км², з яких 13,71 км² — суходіл та 0,01 км² — водойми.

## Демографія
Згідно з переписом 2010 року, у переписній місцевості мешкало 167 осіб у 69 домогосподарствах у складі 47 родин. Густота населення становила 12 особи/км².  Було 81 помешкання (6/км²).
Расовий склад населення:
| - 89,8 % — білих - 0,6 % — вихідців з тихоокеанських островів - 0,6 % — корінних американців - 0,6 % — чорних або афроамериканців - 0,6 % — азіатів - 2,4 % — осіб інших рас |

До двох чи більше рас належало 5,4 %. Частка іспаномовних становила 6,6 % від усіх жителів.
За віковим діапазоном населення розподілялося таким чином: 19,8 % — особи молодші 18 років, 67,6 % — особи у віці 18—64 років, 12,6 % — особи у віці 65 років та старші. Медіана віку мешканця становила 43,8 року. На 100 осіб жіночої статі у переписній місцевості припадало 111,4 чоловіків;  на 100 жінок у віці від 18 років та старших — 116,1 чоловіків також старших 18 років.
Середній дохід на одне домашнє господарство  становив 126 508 доларів США (медіана — 115 260), а середній дохід на одну сім'ю — 126 508 доларів (медіана — 115 260). 
Цивільне працевлаштоване населення становило 119 осіб. Основні галузі зайнятості: сільське господарство, лісництво, риболовля — 40,3 %, фінанси, страхування та нерухомість — 22,7 %, публічна адміністрація — 20,2 %.